# Роберт из Нерсборо
Роберт из Нерсборо (англ. Robert of Knaresborough, также St. Robert (Святой Роберт); ок. 1160—1218) — британский отшельник, живший в пещере у реки Нидд в Нерсборо в исторической области Западный райдинг Йоркшира. День его памяти — 24 сентября.

## Биография
Родился в Йорке около 1160 года с именем Роберт Флауэр (Robert Flower).
Рано стал иподиаконом и послушником в цистерцианском Ньюминстерском аббатстве, но пробыл там всего несколько месяцев. Затем, в поисках уединенной жизни, он навестил рыцаря-отшельника, жившего в пещере у реки Нидд, скрывавшегося от Ричарда I. После смерти короля рыцарь вернулся домой к своей семье, оставив Роберта одного.
Рядом с пещерой была построена небольшая часовня, посвященная Святому Джайлзу (St. Giles). Роберт продолжал жить там ещё несколько лет, пока богатая вдова Джулиана не предложила ему келью в часовне Святой Хильды (St. Hilda) в соседнем местечке Радфарлингтон. Там он вскоре заработал репутацию мудрого и святого человека, заботившегося о бедных. Однако через год его пристанище было разорено бандитами. Роберт, лишенный дома, какое-то время жил под стеной церкви в Споффорте, а затем попытался жить с монахами в Хедли, недалеко от Тадкастера, но они не подошли к его стилю жизни, и Роберт вернулся в Рудфарлингтон.
Роберт из Нерсборо был хорошо известен своей благотворительностью по отношению к бедным и обездоленным — любимой формой его благотворительности было выкупать людей из тюрьмы. Какое-то время он процветал, имея четырёх слуг и скот, но вскоре снова попал в беду, на этот раз с Уильямом де Стутвилем, английским бароном, который обвинил Роберта в укрывательстве воров и преступников. После того, как его отшельничество было разрушено во второй раз силами закона и правопорядка, Роберт вернулся в пещеру в Нерсборо, где оставался до конца жизни.

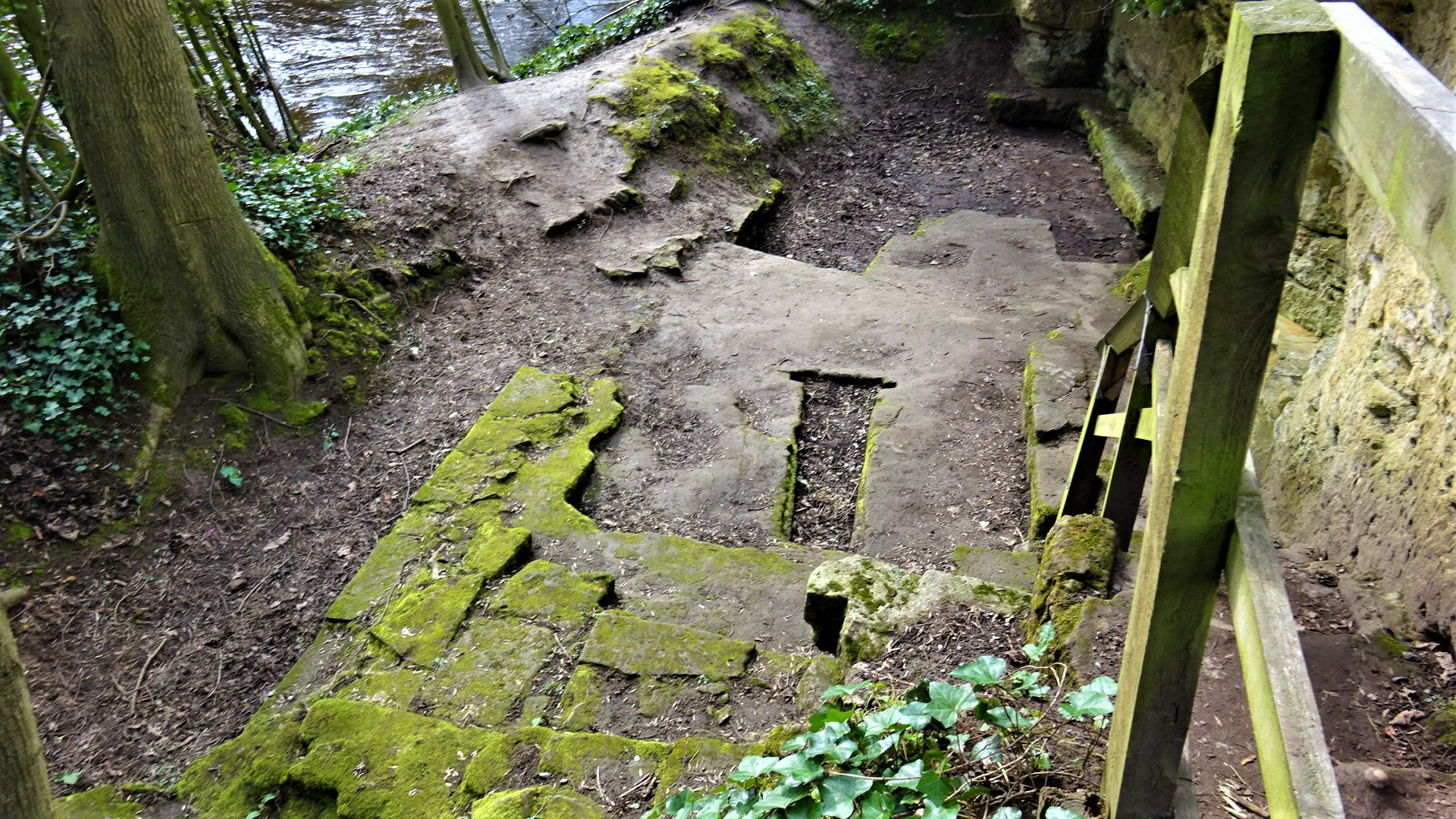
Могила в часовне Святого Роберта

Умер он 24 сентября 1218 года. Был похоронен в своей часовне, вырубленной в крутых скалах у реки, куда приезжали паломники из ближнего и дальнего зарубежья. Перед смертью Роберт учредил орден тринитарных монахов (Trinitarian Friars) в монастыре Нерсборо.